# いちばんきれいな星
「いちばんきれいな星」（いちばんきれいなほし）は、1989年10月 - 11月、NHK『みんなのうた』で放送。

## 概要
作詞：森浩美、作曲：大泉邦男、編曲：亀田誠治、歌：島倉千代子。
空に浮かぶ「いちばんきれいな星」が自分たちを励ましてくれたり、幸せを願っているという楽曲。歌は島倉千代子が担当しており、島倉は本曲が番組唯一の参加となっている。
アニメーションは本番組5回目の登場となるほんだゆきおが手掛けた。
初回放送から23年後の2012年10月 - 11月にラジオのみで初めて再放送され、それから5年後の2017年10月 - 11月にはテレビで初めて再放送された。そして、6年後の2023年10月 - 11月では、再びラジオでの再放送された。
長らく音源化はされてこなかった本曲だが2016年4月27日に日本コロムビアより発売された番組関連CD「NHK みんなのうた 55 アニバーサリー・ベスト ~しまうまとライオン~」に初めて本曲がCD化されることとなった。